# Kiáto
Kiáto, en grec moderne : Κιάτο, est un village du dème des Sicyoniens, district régional de Corinthie, en Grèce.
Selon le recensement de 2011, la population du village s'élève à 9 812 habitants.